# Seksbomba

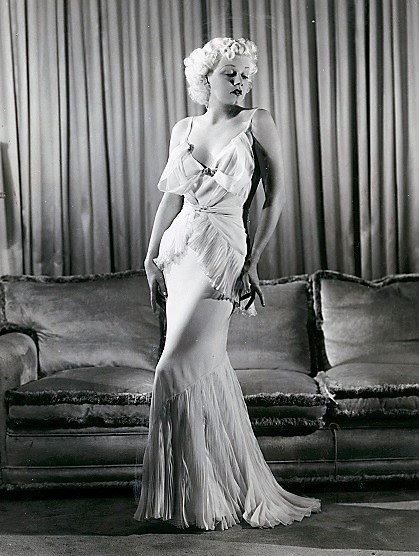
Jean Harlow, pierwsza kobieta, którą określono mianem „seksbomby”

Seksbomba (kalka z ang. sex bomb) – kobieta o wyjątkowej atrakcyjności seksualnej (tzw. seksapil). Określenie przypisywane najczęściej gwiazdom kultury masowej (aktorkom, piosenkarkom, tancerkom, modelkom), rzadziej osobom nieznanym publicznie. Kobiety tak określane są utożsamiane z hiperseksualnością, doskonałymi kształtami ciała (pełny biust, wąska talia, pełne biodra, o figurach w kształcie klepsydry, zbliżonych do wymiarów 90-60-90), przy czym najczęściej w życiu zawodowym (na ekranie czy estradzie) kreują postaci znacznie większe niż w życiu prywatnym. 
Pierwszą kobietą określaną mianem  „seksbomby” była amerykańska aktorka Jean Harlow, którą tak nazwano po jej udziale w filmie Platynowa blondynka (1931). Upowszechnienie stosowania tego pojęcia w prasie kolorowej na całym świecie miało związek z powstaniem i popularyzacją rankingów typu 100 najbardziej atrakcyjnych seksualnie kobiet na świecie.
Do grona kobiet określanych mianem seksbomby w świecie Zachodu w latach 50. i 60. zaliczano między innymi: Marilyn Monroe, Jayne Mansfield, Claudię Cardinale, Jane Russell, Avę Gardner, Britt Ekland Raquel Welch, Brigitte Bardot, Sophię Loren czy Ginę Lollobrigidę. W tych latach w Europie Środkowo-Wschodniej określeniem tym opisywano m.in. czeską aktorkę Olgę Schoberową. W Polsce w latach 60. mianem seksbomby określano Kalinę Jędrusik, Barbarę Brylską, Beatę Tyszkiewicz, Violettę Villas i Polę Raksę, w latach 70. i 80. Grażynę Szapołowską, w latach 80. i 90. Katarzynę Figurę, a w XXI wieku modelki – Annę Przybylską i Natalię Siwiec, tancerkę Edytę Herbuś, aktorkę Olgę Bołądź oraz piosenkarkę Dorotę Rabczewską. Na Ukrainie i w Rosji mianem seksbomby określano m.in. Wierę Breżniewą, która kilka razy uzyskała tytuły „Najseksowniejsza kobieta show-biznesu” i „Najseksowniejsza kobieta Rosji według magazynu Maxim”. Do grona seksbomb pochodzących z Rosji zaliczana jest także Irina Shayk. Wśród Ukrainek określanych tych mianem jest Anna Siedokowa.
Za wzór urody azjatyckiej uchodzą indonezyjska aktorka Roekiah, skrzypaczka Vanessa Mae czy chińska tenisistka Li Na. Renomą najseksowniejszych ciemnoskórych kobiet XX wieku cieszyły się angielska supermodelka Naomi Campbell (o korzeniach jamajskich i chińskich) i afroamerykańska aktorka Halle Berry, która weszła do dziejów kinematografii jako jedna z seksbomb XX wieku.

Aktorki Elisha Cuthbert, Angelina Jolie, Megan Fox, Scarlett Johansson oraz piosenkarki Madonna i Kylie Minogue są uważane za seksbomby z przełomu XX i XXI wieku. W tym okresie za uosobienie piękna uchodziła również czeska modelka Veronika Zemanová (w Wielkiej Brytanii powstał nawiązujący do niej film, Zemanovaload). 